# Kiyoyuki Okuyama
Pour les articles homonymes, voir Okuyama.
Kiyoyuki Okuyama (奥山清行, okuyama kiyoyuki, né en 1959 à Yamagata) est un designer automobile japonais. Plus connu sous le nom de Ken Okuyama, il a notamment dessiné la Ferrari Enzo et la Honda NSX.

## Biographie
En 2008, il lance sa société de design automobile Ken Okuyama Cars. En 2013, il présente quatre concept cars issues de son studio de design, dont un tracteur. En 2017, il présente le train Shiki-shima, un train de luxe effectuant la route Tokyo-Hokkaido et opéré par la East Japan Railway Company,.
En 2019, il devient conseiller art et design pour la marque Aiways.
En 2023, il reçoit une peine de prison avec sursis pour excès de vitesse (128 km/h dans une zone à 40 km/h) avec le modèle de Ferrari qu'il a conçu (Ferrari Enzo),.